# Pitchbending

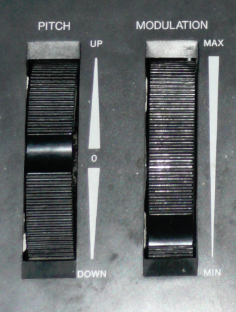
Pitch Bend Wheel

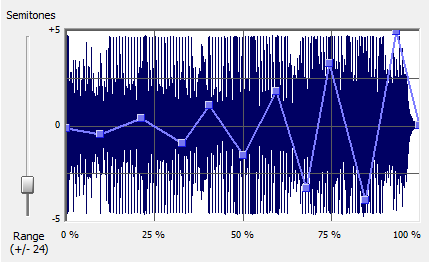
Visualisiertes Pitch Bending bei HD-Recording

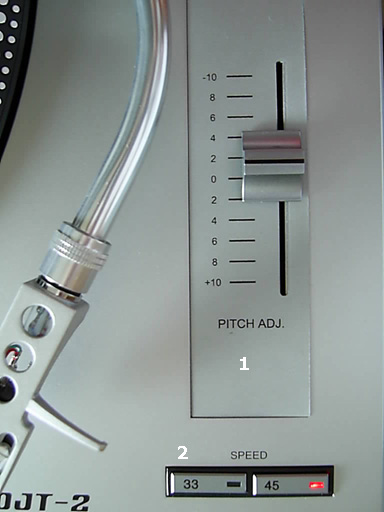
Pitch Adjustment

Das Pitchbending (engl., auf Deutsch „Tonbeugen“) bezeichnet in der Musik eine gleitende, also stufenlose Tonhöhenänderung von einem Ton in Richtung eines anderen Tones, somit das „Beugen der Tonhöhe“.

- Audio-Beispiel ohne Pitchbending
- Audio-Beispiel mit Pitchbending

## Bending bei akustischen Instrumenten
Entwickelt wurde das Bending auf akustischen Instrumenten wie Gitarre, Geige, Mundharmonika oder Saxophon. Bei einer Gitarre wird ein Ton durch Ziehen der Saite auf dem Griffbrett einer Gitarre stufenlos erhöht. Bei Mundharmonika und Saxophon erfolgt die Tonhöhenveränderung durch Variieren von Blasdruck und Blasöffnung, bei der Geige durch minimales Verschieben des Druckpunktes der Saite auf dem Griffbrett. Im Gegensatz zum Glissando, bei dem – je nach Instrument – ein stufenloser oder abgestufter Übergang zwischen zwei auch weiter entfernten Tönen erzeugt wird, bezeichnet Pitchbending eine Tonveränderung im meist eher engen Bereich um ein bis zwei Halbtöne herum, beispielsweise bei den besonders im Jazz und Blues üblichen Blue Notes. Auf den meisten akustischen Instrumenten ähnelt die Spieltechnik der Erzeugung des Vibratos.

## Pitchbending bei elektronischen Instrumenten
Auf konventionellen Tasteninstrumenten ist ein stufenloses Beugen des Tones nicht möglich. Ausnahmen sind spezielle Konstruktionen wie der Whammy Bar, der bei einem Hohner Clavinet nachgerüstet werden kann. Bei elektronischen Tasteninstrumenten wird häufig ein Bedienelement („Pitch-Bend-Wheel“, „Pitch-Bend-Stick“) eingebaut, um den Pitchbend-Effekt auch auf diesen Instrumenten erzeugen zu können.

## Pitch-Adjustment beim DJing
Eine ähnliche Funktion gibt es auch beim DJing. Um beim Übergang zweier aufeinanderfolgender Tracks (mit dem DJ-Mixer) ein gleichbleibendes Tempo oder eine konsistente Tonart sicherzustellen, kann mit einem Pitch-Adjustment-Regler die Abspielgeschwindigkeit eines Tonträgers und damit sein Tempo und seine Tonhöhe angepasst werden. Beim analogen Plattenspieler erfolgt das durch Veränderung der Drehgeschwindigkeit, in modernen Systemen wie CD-Spielern oder Computern kommen spezielle Pitch-Shifting-Algorithmen zum Einsatz, die Veränderungen von Tempo und Tonhöhe sogar unabhängig voneinander ermöglichen.